# Орден за војне заслуге
Орден за војне заслуге (мкд. Орден за воени заслуги; словен. Red za vojaške zasluge) је био одликовање Социјалистичке Федеративне Републике Југославије за војне заслуге у три степена и додељивао се од 1951. до 1992. године.
Орден је установио Президијум Народне скупштине Федеративне Народне Републике Југославије 29. децембра 1951. године, а истом одлуком је установљена и Медаља за војне заслуге. Додељивао се — старешинама јединица оружаних снага СФРЈ који својим примером и умешношћу у раду развијају у јединици којом руководе сталан полет ради остварења постављених задатака или који су створили у јединици-установи услове за постизање изузетно добрих успеха, или који се одликују таквим старешинским и војничким особинама да служе за пример другима; грађанским лицима на служби у ЈНА, као и појединцима у организацијама удруженог рада и другим организацијама који постижу изванредне резултате у остваривању задатака од посебног непосредног значаја за народну одбрану. Орден се носио на десној страни груди.
Законом о изменама и допунама Закона о одликовањима ФНР Југославије од 1. марта 1961. године извршена је измена назива Ордена, па је од тада имао следеће редове:
- Орден за војне заслуге са великом звездом (раније Орден за војне заслуге I реда) — 16 у важносном реду југословенских одликовања.
- Орден за војне заслуге са златним мачевима (раније Орден за војне заслуге II реда) — 26 у важносном реду југословенских одликовања.
- Орден за војне заслуге са сребрним мачевима (раније Орден за војне заслуге III реда) — 34 у важносном реду југословенских одликовања.

Од установљења до 31. децембра 1985. године, додељено је укупно 2.609 Ордена за војне заслуге са великом звездом (I реда), 24.141 Орден за војне заслуге са златним мачевима (II реда), 94.684 Ордена за војне заслуге са сребрним мачевима (III реда) и 87.699 Медаља за војне заслуге.
Након распада СФР Југославије, 1992. године одликовање је престало да се додељује, а приликом доношења Закона о одликовањима СРЈ, 4. децембра 1998. године, по угледу на овај Орден установљен је Орден за заслуге у области одбране и безбедности, такође у три степена. Нови орден, који се додељивао у Савезној Републици Југославији, а касније и Државној заједници Србије и Црне Горе, у визуелном смислу је представљао мало измењени Орден за војне заслуге, а додељивао се — за изузетно залагање у обављању дужности, и извршавање задатака у одбрани и безбедности отаџбине.
| Изглед и траке одликовања                 | Изглед и траке одликовања                  | Изглед и траке одликовања                   | Изглед и траке одликовања |
| Орден за војне заслуге са великом звездом | Орден за војне заслуге са златним мачевима | Орден за војне заслуге са сребрним мачевима | Медаља за војне заслуге   |
| ----------------------------------------- | ------------------------------------------ | ------------------------------------------- | ------------------------- |
| Изглед одликовања                         |                                            |                                             |                           |
|                                           |                                            |                                             |                           |
| Заменице одликовања                       |                                            |                                             |                           |
|                                           |                                            |                                             |                           |